# Betsy West

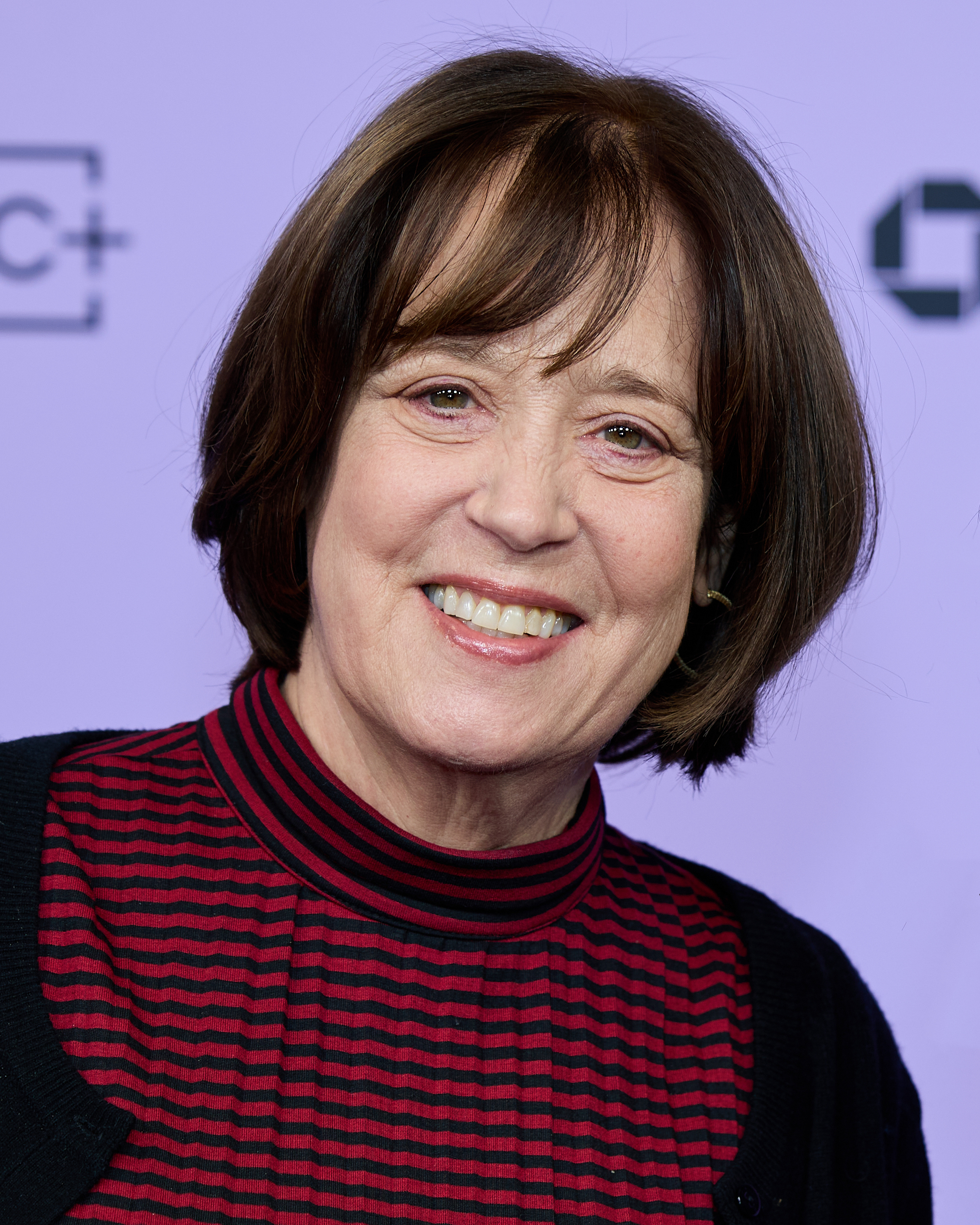
Betsy West (2024)

Betsy West (* im 20. Jahrhundert) ist eine US-amerikanische Filmproduzentin und Regisseurin im Bereich der Dokumentation, Journalistin, sowie Professorin an der Columbia University.

## Leben und Wirken
West studierte an der Brown University und erhielt ihren Master im Bereich Kommunikation an der Syracuse University. Nach drei Jahrzehnten der Arbeit als Journalistin im Bereich der Nachrichten wechselte West 2009 an die Graduate School of Journalism der Columbia University. Dort ist sie Fred W. Friendly Professor of Professional Practice in Media Society Emeritus und lehrt Berichterstattung (reporting), Videoproduktion und Dokumentation. Als Journalistin und Produzentin arbeitete sie für die Sendungen PrimeTimeLive, Nightline und Turning Point. Von 1998 bis 2005 war sie Senior Vice President von CBS News. Sie ist mit Oren Jacoby, einem Filmemacher, verheiratet.
Zusammen mit Julie Cohen inszenierte sie den vielfach ausgezeichneten und international aufgeführten Dokumentarfilm RBG – Ein Leben für die Gerechtigkeit über das Leben und Wirken von Ruth Bader Ginsburg. Der Film war zugleich Wests Regiedebüt. Bei der Oscarverleihung 2019 wurden West und Cohen hierfür in der Kategorie Bester Dokumentarfilm für den Oscar nominiert. Bei den Primetime-Emmy-Verleihung 2019 wurden sie in der Kategorie Exceptional Merit in Documentary Filmmaking ausgezeichnet, hinzu kam eine Nominierung bei den British Academy Film Awards 2019.
Ihre gemeinsame Dokumentation My Name is Pauli Murray über Pauli Murray wurde beim Sundance Film Festival 2021 uraufgeführt. Ebenfalls 2021 wurde ihr Dokumentarfilm über die US-amerikanische Köchin und Kochbuchautorin Julia Child veröffentlicht.

## Filmografie (Auswahl)
- 2007: Constantine’s Sword
- 2018: RBG – Ein Leben für die Gerechtigkeit (RBG)
- 2021: My Name is Pauli Murray
- 2021: Julia